# Antonio Di Natale
Antonio Di Natale, detto Totò (Napoli, 13 ottobre 1977), è un ex calciatore italiano, di ruolo attaccante. È stato vicecampione d'Europa con la nazionale italiana nel 2012. Attualmente gioca nella nazionale italiana di calcio a 8, con cui si è laureato vincitore della Nations League nel 2025.
Considerato uno dei migliori attaccanti italiani di sempre, è annoverato tra i più prolifici goleador della storia del calcio italiano, essendo il sesto realizzatore di sempre del campionato di Serie A con 209 gol nonché il giocatore che ha segnato più gol nella suddetta competizione nel decennio 2010-2019 con 125 reti. Ha inoltre vinto per due stagioni consecutive, ovvero quella del 2009-10 e del 2010-11, la classifica cannonieri della Serie A tanto da venire accostato nel biennio per numero di reti segnate (67) a fuoriclasse del calibro di Lionel Messi (82) e Cristiano Ronaldo (86), gli unici calciatori ad essere stati più prolifici di lui.
Primatista di presenze e di reti con la maglia dell'Udinese in Serie A (385 presenze e 191 reti) e nelle competizioni UEFA per club (37 presenze e 17 reti), Il 24 gennaio 2011 è stato nominato "Migliore calciatore italiano 2010" dall'Associazione Italiana Calciatori (AIC).

## Biografia
Nato a Napoli da papà Salvatore e mamma Giovanna, ha quattro fratelli e una sorella.
Cresce nel quartiere della 219 di Pomigliano d'Arco. Gli inizi alla scuola calcio "San Nicola" di Castello di Cisterna, affiliata all'Empoli Football Club, lo conducono a 13 anni nel settore giovanile del club toscano. Qui, diciannovenne, conosce Ilenia, che sposa il 15 giugno 2002, e dalla quale ha due figli, Filippo e Diletta; Filippo, nato nel 2003, ha seguito le orme paterne  e nella stagione 2024-2025 gioca come attaccante nel Tuttocuoio in Serie D.
Di Natale si è assunto la responsabilità finanziaria della sorella disabile del compagno di squadra dell'Udinese Piermario Morosini, morto il 14 aprile 2012 a causa di un arresto cardiaco improvviso mentre giocava in prestito al Livorno . La morte di Morosini lasciò la sorella senza altri parenti in vita.

## Caratteristiche tecniche
(Riccardo Trevisani)

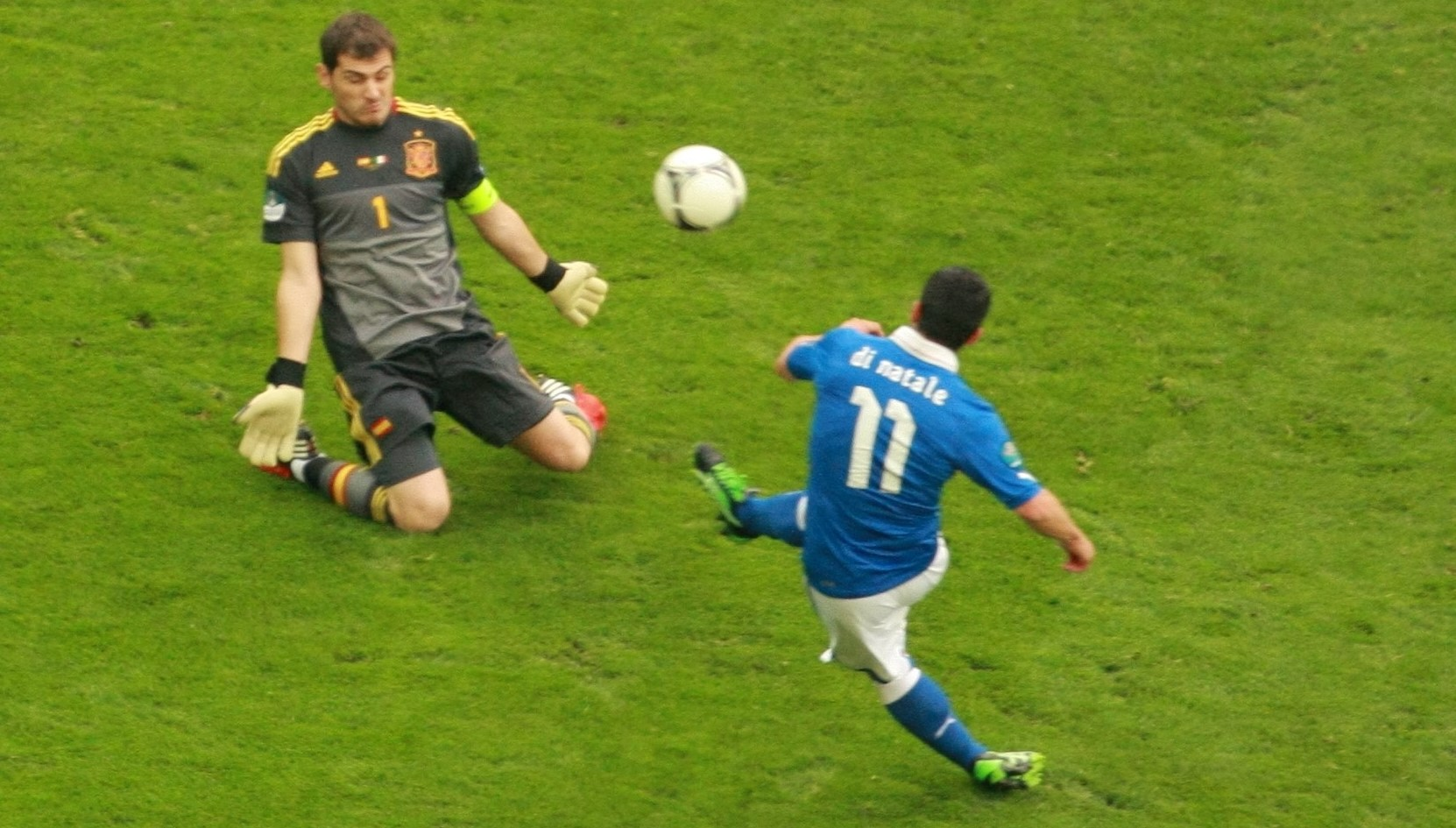
Di Natale segna il gol alla nella fase a gironi del

Attaccante longevo dotato di grande velocità e ottima tecnica individuale, ha giocato come esterno d'attacco per buona parte della carriera, per poi dalla stagione 2009-2010, con il passaggio del compagno di reparto Fabio Quagliarella al Napoli, iniziare a ricoprire una posizione più centrale nel ruolo di seconda punta e in quello di centravanti. In particolare in quest'ultimo ruolo, ha dimostrato di possedere un ottimo senso del gol, che gli ha permesso di aumentare di molto il numero di reti realizzate rispetto agli anni precedenti.
Forte nel tiro dalla distanza, al volo, a giro o a pallonetto, il suo baricentro basso era in grado di donargli una certa stabilità nelle torsioni così come negli scatti. Ha dimostrato inoltre nel corso della sua carriera di essere un ottimo rigorista e di avere abilità nel calciare i calci di punizione.

## Carriera

### Giocatore

#### Club

##### Gli inizi
A metà anni 90 viene portato all'Empoli da Maurizio Niccolini, responsabile delle giovanili, senza alcuna spesa d'ingaggio da parte della società. Ottiene una presenza nel campionato 1996-97, che riporta i toscani in A. Nelle stagioni seguenti gioca in C2 con Iperzola e Viareggio, totalizzando 18 gol in 45 gare.

##### Empoli
Nel 1999 rientra all'Empoli, nel frattempo retrocesso in serie cadetta. Conquistata un'altra promozione, il 14 settembre 2002 esordisce in massima serie segnando al Como. Il 17 novembre è autore di una tripletta alla Reggina, contribuendo alla vittoria per 4-2.

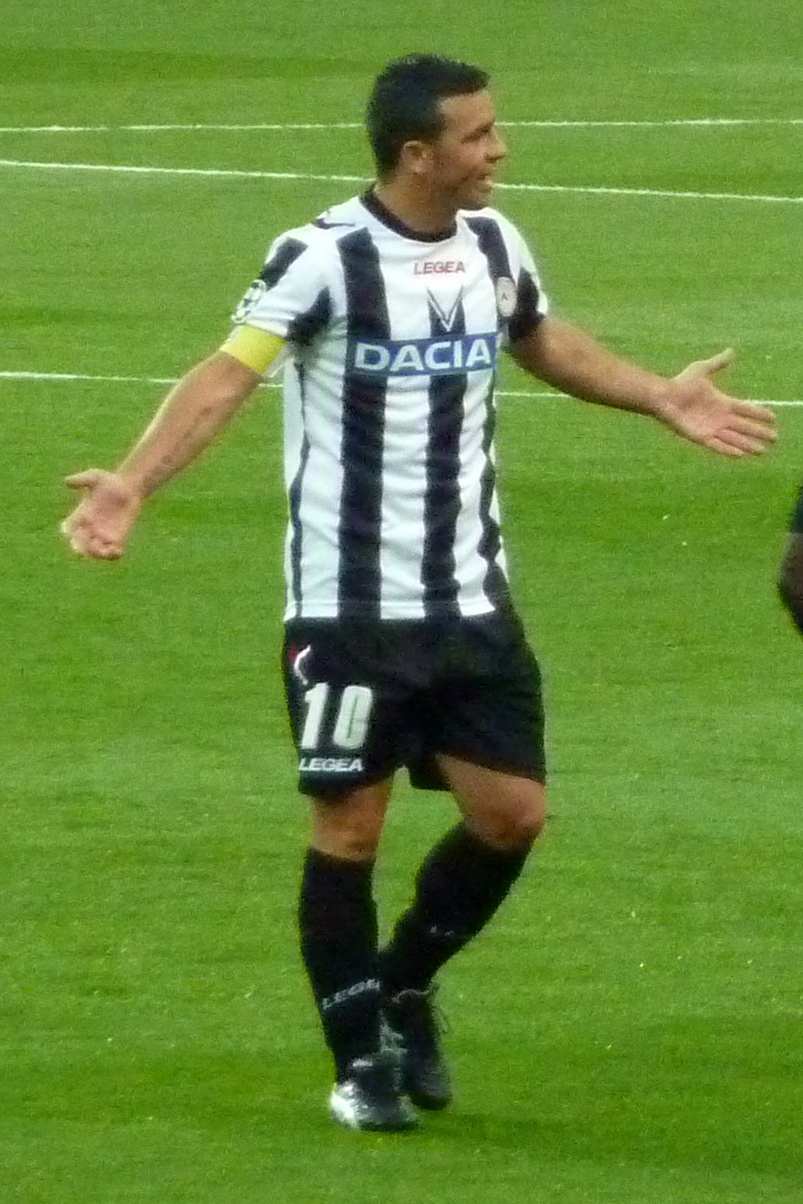
Di Natale contro l', nei play-off della Champions League 2011-12

##### Udinese
Terminata la stagione 2003-04 con la retrocessione dei toscani, il 31 agosto firma per l'Udinese. Concludendo il torneo 2004-05 in quarta posizione, la squadra entra per la prima volta in Champions League. Il 2 novembre 2005 realizza una doppietta contro il Werder Brema, non sufficiente tuttavia a evitare la sconfitta per 4-3. Confermatosi un prolifico finalizzatore per l'undici friulano anche durante le stagioni successive, nel campionato 2009-10 supera il primato di reti di Bettini e taglia il traguardo delle 100 marcature in A. Vince anche il titolo di capocannoniere, impresa replicata l'anno successivo, in cui trova inoltre la centesima rete in A con i bianconeri.
Il 23 ottobre 2011 contribuisce con due gol alla vittoria sul Novara (3-0), che riporta i friulani al comando della classifica dopo 11 anni. Grazie anche alle sue realizzazioni, l'Udinese raggiunge per due anni di fila i preliminari della Champions League ottenendo un quarto ed un terzo posto in campionato. All'inizio della stagione 2014-15 segna 6 gol in 2 partite, mettendosi in particolare evidenza per la quaterna alla Ternana in Coppa Italia. Durante quest'annata taglia importanti traguardi, ovvero le 400 presenze e le 200 reti in Serie A: entrambi i record vengono stabiliti nella partita col Chievo del 23 novembre 2014, terminata 1-1. Il 3 maggio 2015 supera Roberto Baggio per numero di gol in Serie A, decidendo con un colpo di tacco la sfida contro il Verona. Si ritira al termine del campionato 2015-16, in cui aiuta i bianconeri a raggiungere la salvezza. L'ultima partita della sua carriera è quella con il Carpi del 15 maggio 2016, persa per 2-1, in cui segna su rigore.

#### Nazionale
Convocato dal commissario tecnico Trapattoni, esordisce in nazionale il 20 novembre 2002, a 25 anni, giocando titolare nella partita amichevole contro la Turchia (1-1) disputata a Pescara.
Il 18 febbraio 2004 realizza il suo primo gol, nella partita amichevole contro la Rep. Ceca (2-2) giocata a Palermo.

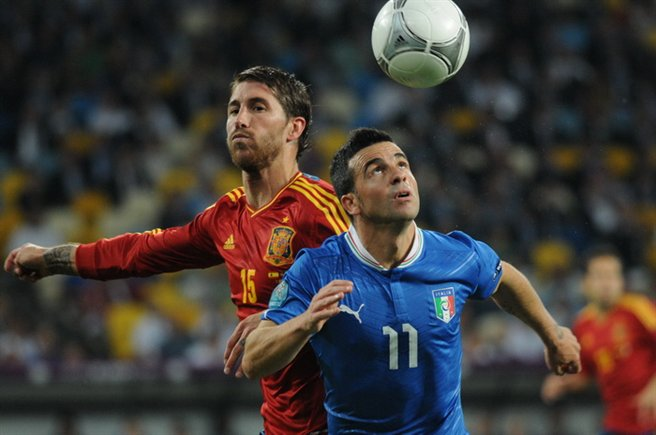
Di Natale contrastato dallo spagnolo Sergio Ramos, durante la finale dell'Europeo 2012

Non viene mai preso in considerazione nel successivo ciclo guidato dal CT Lippi, ma trova invece spazio con il CT Roberto Donadoni. Il 12 settembre 2007, durante le qualificazioni al campionato d'Europa 2008, segna la doppietta decisiva contro l'Ucraina. Partecipa poi alla fase finale del torneo, giocando due partite: nei quarti di finale contro la Spagna fallisce, al pari di Daniele De Rossi, un rigore della sequenza finale contribuendo all'eliminazione azzurra.
Rimane nel giro della Nazionale anche nel secondo periodo di Lippi, tornato sulla panchina della squadra nel 2008. Nel primo incontro delle qualificazioni al campionato del mondo 2010, risulta determinante con una doppietta nella vittoria contro Cipro. Il tecnico viareggino punta su di lui anche per la fase finale del Mondiale, schierandolo nelle tre partite del girone eliminatorio. Nella sfida persa 3-2 con la Slovacchia, che condanna i campioni del mondo ad un'eliminazione prematura, l'attaccante segna il gol del temporaneo 2-1. Il suo rendimento viene giudicato dalla stampa come uno dei pochi sufficienti.
Dopo due anni di assenza, a 34 anni viene richiamato in nazionale dal CT Prandelli, che lo inserisce tra i convocati per il campionato d'Europa 2012. Nella gara d'esordio contro la Spagna, subentra a Mario Balotelli e trova il gol del vantaggio. La partita finisce 1-1; il suo gol rimarrà l'unico subìto dagli iberici nel corso del torneo. Viene impiegato in cinque partite, compresa la finale persa 4-0 contro le stesse Furie Rosse, nella quale subentra a Cassano all'inizio del secondo tempo.
La manifestazione continentale rimane per lui l'ultima esperienza in azzurro: declina infatti la chiamata per la Confederations Cup 2013 e non viene selezionato per il campionato del mondo 2014.

### Allenatore e dirigente

#### Gli inizi
Nell'estate 2018 si accorda con lo Spezia allenato da Pasquale Marino, suo allenatore all’Udinese, divenendo il suo collaboratore tecnico nella formazione ligure. A seguito di un problema familiare non seguirà Pasquale Marino nell'avventura al Palermo, peraltro mai iniziata a causa della mancata iscrizione dei rosanero.
L'8 luglio 2019 viene nominato nuovo allenatore della squadra Under-17 dello Spezia. Nell'agosto del 2020 riceve il Premio Scopigno come miglior allenatore di Settore Giovanile della stagione: Di Natale, alla sua prima esperienza da tecnico, prima della sospensione dei campionati per il COVID, con la sua squadra occupava il sesto posto in classifica a meno due dai play-off. Non viene però confermato per la stagione seguente e a settembre inizia a frequentare a Coverciano Il corso UEFA A per poter allenare le prime squadre fino alla Serie C ed essere allenatori in seconda in Serie A e B.

#### Carrarese
L'11 aprile 2021 sostituisce il dimissionario Silvio Baldini sulla panchina della Carrarese che in quel momento si trova al 15º posto in Serie C, iniziando così la carriera da capo allenatore con il club apuano. Il 18 aprile seguente esordisce allo Stadio dei Marmi con una preziosa vittoria in chiave salvezza, sconfiggendo per 3-1 la Lucchese, altra squadra in piena lotta per non retrocedere. Con una vittoria, un pareggio e una sconfitta termina il campionato al 16º posto con 44 punti. A fine stagione viene confermato firmando un contratto biennale. L’anno seguente arriva 10º qualificandosi per i play-off del girone dai quali verrà eliminato al primo turno per mano del Pescara (2-2) per via del peggior piazzamento in classifica dei toscani.

#### Vicepresidente dell'Orvietana
Dopo la mancata conferma sulla panchina dei toscani, nel settembre del 2022 diventa vicepresidente dell'Orvietana, squadra di Serie D nella quale gioca suo figlio Filippo.

## Statistiche
Tra club e nazionale maggiore, Di Natale ha giocato globalmente 728 partite segnando 312 reti, alla media di 0,43 gol a partita.

### Presenze e reti nei club
Statistiche aggiornate al termine della carriera da calciatore.
| Stagione        | Squadra         | Campionato      | Campionato | Campionato | Coppe nazionali | Coppe nazionali | Coppe nazionali | Coppe continentali | Coppe continentali | Coppe continentali | Altre coppe | Altre coppe | Altre coppe | Totale | Totale |
| Stagione        | Squadra         | Comp            | Pres       | Reti       | Comp            | Pres            | Reti            | Comp               | Pres               | Reti               | Comp        | Pres        | Reti        | Pres   | Reti   |
| --------------- | --------------- | --------------- | ---------- | ---------- | --------------- | --------------- | --------------- | ------------------ | ------------------ | ------------------ | ----------- | ----------- | ----------- | ------ | ------ |
| 1996-1997       | Empoli          | B               | 1          | 0          | CI              | 0               | 0               | -                  | -                  | -                  | -           | -           | -           | 1      | 0      |
| 1997-1998       | Iperzola        | C2              | 33         | 6          | CI-C            | 0               | 0               | -                  | -                  | -                  | -           | -           | -           | 33     | 6      |
| ago.-ott. 1998  | Varese          | C1              | 4          | 0          | CI-C            | 0               | 0               | -                  | -                  | -                  | -           | -           | -           | 4      | 0      |
| ott. 1998-1999  | Viareggio       | C2              | 25         | 12         | CI-C            | -               | -               | -                  | -                  | -                  | -           | -           | -           | 25     | 12     |
| 1999-2000       | Empoli          | B               | 25         | 6          | CI              | 5               | 1               | -                  | -                  | -                  | -           | -           | -           | 30     | 7      |
| 2000-2001       | Empoli          | B               | 35         | 9          | CI              | 3               | 1               | -                  | -                  | -                  | -           | -           | -           | 38     | 10     |
| 2001-2002       | Empoli          | B               | 38         | 16         | CI              | 4               | 2               | -                  | -                  | -                  | -           | -           | -           | 42     | 18     |
| 2002-2003       | Empoli          | A               | 27         | 13         | CI              | 5               | 1               | -                  | -                  | -                  | -           | -           | -           | 32     | 14     |
| 2003-2004       | Empoli          | A               | 33         | 5          | CI              | 2               | 1               | -                  | -                  | -                  | -           | -           | -           | 35     | 6      |
| Totale Empoli   | Totale Empoli   | Totale Empoli   | 159        | 49         |                 | 19              | 6               |                    | -                  | -                  |             | -           | -           | 178    | 55     |
| 2004-2005       | Udinese         | A               | 33         | 7          | CI              | 6               | 4               | CU                 | 2                  | 0                  | -           | -           | -           | 41     | 11     |
| 2005-2006       | Udinese         | A               | 35         | 8          | CI              | 3               | 3               | UCL+CU             | 8+2                | 3+1                | -           | -           | -           | 48     | 15     |
| 2006-2007       | Udinese         | A               | 31         | 11         | CI              | 2               | 2               | -                  | -                  | -                  | -           | -           | -           | 33     | 13     |
| 2007-2008       | Udinese         | A               | 36         | 17         | CI              | 1               | 1               | -                  | -                  | -                  | -           | -           | -           | 37     | 18     |
| 2008-2009       | Udinese         | A               | 22         | 12         | CI              | 1               | 1               | CU                 | 7                  | 3                  | -           | -           | -           | 30     | 16     |
| 2009-2010       | Udinese         | A               | 35         | 29         | CI              | 3               | 0               | -                  | -                  | -                  | -           | -           | -           | 38     | 29     |
| 2010-2011       | Udinese         | A               | 36         | 28         | CI              | 1               | 0               | -                  | -                  | -                  | -           | -           | -           | 37     | 28     |
| 2011-2012       | Udinese         | A               | 36         | 23         | CI              | 1               | 1               | UCL+UEL            | 2+4                | 1+4                | -           | -           | -           | 43     | 29     |
| 2012-2013       | Udinese         | A               | 33         | 23         | CI              | 1               | 0               | UCL+UEL            | 2+6                | 0+3                | -           | -           | -           | 42     | 26     |
| 2013-2014       | Udinese         | A               | 32         | 17         | CI              | 2               | 1               | UEL                | 4                  | 2                  | -           | -           | -           | 38     | 20     |
| 2014-2015       | Udinese         | A               | 33         | 14         | CI              | 1               | 4               | -                  | -                  | -                  | -           | -           | -           | 34     | 18     |
| 2015-2016       | Udinese         | A               | 23         | 2          | CI              | 2               | 2               | -                  | -                  | -                  | -           | -           | -           | 25     | 4      |
| Totale Udinese  | Totale Udinese  | Totale Udinese  | 385        | 191        |                 | 24              | 19              |                    | 37                 | 17                 |             | -           | -           | 446    | 227    |
| Totale carriera | Totale carriera | Totale carriera | 606        | 258        |                 | 43              | 25              |                    | 37                 | 17                 |             | -           | -           | 686    | 300    |

### Cronologia presenze e reti in nazionale
| Cronologia completa delle presenze e delle reti in nazionale ― Italia | Cronologia completa delle presenze e delle reti in nazionale ― Italia | Cronologia completa delle presenze e delle reti in nazionale ― Italia | Cronologia completa delle presenze e delle reti in nazionale ― Italia | Cronologia completa delle presenze e delle reti in nazionale ― Italia | Cronologia completa delle presenze e delle reti in nazionale ― Italia | Cronologia completa delle presenze e delle reti in nazionale ― Italia | Cronologia completa delle presenze e delle reti in nazionale ― Italia |
| Data                                                                  | Città                                                                 | In casa                                                               | Risultato                                                             | Ospiti                                                                | Competizione                                                          | Reti                                                                  | Note                                                                  |
| --------------------------------------------------------------------- | --------------------------------------------------------------------- | --------------------------------------------------------------------- | --------------------------------------------------------------------- | --------------------------------------------------------------------- | --------------------------------------------------------------------- | --------------------------------------------------------------------- | --------------------------------------------------------------------- |
| 20-11-2002                                                            | Pescara                                                               | Italia                                                                | 1 – 1                                                                 | Turchia                                                               | Amichevole                                                            | -                                                                     | 84’                                                                   |
| 30-4-2003                                                             | Ginevra                                                               | Svizzera                                                              | 1 – 2                                                                 | Italia                                                                | Amichevole                                                            | -                                                                     | 63’                                                                   |
| 3-6-2003                                                              | Campobasso                                                            | Italia                                                                | 2 – 0                                                                 | Irlanda del Nord                                                      | Amichevole                                                            | -                                                                     | 57’                                                                   |
| 18-2-2004                                                             | Palermo                                                               | Italia                                                                | 2 – 2                                                                 | Rep. Ceca                                                             | Amichevole                                                            | 1                                                                     | 64’                                                                   |
| 16-8-2006                                                             | Livorno                                                               | Italia                                                                | 0 – 2                                                                 | Croazia                                                               | Amichevole                                                            | -                                                                     | 85’                                                                   |
| 7-10-2006                                                             | Roma                                                                  | Italia                                                                | 2 – 0                                                                 | Ucraina                                                               | Qual. Euro 2008                                                       | -                                                                     | 62’                                                                   |
| 11-10-2006                                                            | Tbilisi                                                               | Georgia                                                               | 1 – 3                                                                 | Italia                                                                | Qual. Euro 2008                                                       | -                                                                     |                                                                       |
| 15-11-2006                                                            | Bergamo                                                               | Italia                                                                | 1 – 1                                                                 | Turchia                                                               | Amichevole                                                            | 1                                                                     |                                                                       |
| 28-3-2007                                                             | Bari                                                                  | Italia                                                                | 2 – 0                                                                 | Scozia                                                                | Qual. Euro 2008                                                       | -                                                                     | 66’                                                                   |
| 6-6-2007                                                              | Kaunas                                                                | Lituania                                                              | 0 – 2                                                                 | Italia                                                                | Qual. Euro 2008                                                       | -                                                                     | 74’                                                                   |
| 22-8-2007                                                             | Budapest                                                              | Ungheria                                                              | 3 – 1                                                                 | Italia                                                                | Amichevole                                                            | 1                                                                     | 46’                                                                   |
| 8-9-2007                                                              | Milano                                                                | Italia                                                                | 0 – 0                                                                 | Francia                                                               | Qual. Euro 2008                                                       | -                                                                     | 83’                                                                   |
| 12-9-2007                                                             | Kiev                                                                  | Ucraina                                                               | 1 – 2                                                                 | Italia                                                                | Qual. Euro 2008                                                       | 2                                                                     |                                                                       |
| 13-10-2007                                                            | Genova                                                                | Italia                                                                | 2 – 0                                                                 | Georgia                                                               | Qual. Euro 2008                                                       | -                                                                     |                                                                       |
| 17-11-2007                                                            | Glasgow                                                               | Scozia                                                                | 1 – 2                                                                 | Italia                                                                | Qual. Euro 2008                                                       | -                                                                     | 68’                                                                   |
| 6-2-2008                                                              | Zurigo                                                                | Italia                                                                | 3 – 1                                                                 | Portogallo                                                            | Amichevole                                                            | -                                                                     |                                                                       |
| 26-3-2008                                                             | Elche                                                                 | Spagna                                                                | 1 – 0                                                                 | Italia                                                                | Amichevole                                                            | -                                                                     | 76’                                                                   |
| 30-5-2008                                                             | Firenze                                                               | Italia                                                                | 3 – 1                                                                 | Belgio                                                                | Amichevole                                                            | 2                                                                     | 46’                                                                   |
| 9-6-2008                                                              | Berna                                                                 | Paesi Bassi                                                           | 3 – 0                                                                 | Italia                                                                | Euro 2008 - 1º turno                                                  | -                                                                     | 64’                                                                   |
| 22-6-2008                                                             | Vienna                                                                | Spagna                                                                | 0 – 0 dts (4 – 2 dtr)                                                 | Italia                                                                | Euro 2008 - Quarti di finale                                          | -                                                                     | 75’                                                                   |
| 20-8-2008                                                             | Nizza                                                                 | Italia                                                                | 2 – 2                                                                 | Austria                                                               | Amichevole                                                            | -                                                                     |                                                                       |
| 6-9-2008                                                              | Larnaca                                                               | Cipro                                                                 | 1 – 2                                                                 | Italia                                                                | Qual. Mondiali 2010                                                   | 2                                                                     |                                                                       |
| 10-9-2008                                                             | Udine                                                                 | Italia                                                                | 2 – 0                                                                 | Georgia                                                               | Qual. Mondiali 2010                                                   | -                                                                     | 56’                                                                   |
| 11-10-2008                                                            | Sofia                                                                 | Bulgaria                                                              | 0 – 0                                                                 | Italia                                                                | Qual. Mondiali 2010                                                   | -                                                                     | 68’                                                                   |
| 15-10-2008                                                            | Lecce                                                                 | Italia                                                                | 2 – 1                                                                 | Montenegro                                                            | Qual. Mondiali 2010                                                   | -                                                                     | 75’                                                                   |
| 10-2-2009                                                             | Londra                                                                | Brasile                                                               | 2 – 0                                                                 | Italia                                                                | Amichevole                                                            | -                                                                     | 46’                                                                   |
| 28-3-2009                                                             | Podgorica                                                             | Montenegro                                                            | 0 – 2                                                                 | Italia                                                                | Qual. Mondiali 2010                                                   | -                                                                     | 9’                                                                    |
| 10-10-2009                                                            | Dublino                                                               | Irlanda                                                               | 2 – 2                                                                 | Italia                                                                | Qual. Mondiali 2010                                                   | -                                                                     | 76’                                                                   |
| 14-10-2009                                                            | Parma                                                                 | Italia                                                                | 3 – 2                                                                 | Cipro                                                                 | Qual. Mondiali 2010                                                   | -                                                                     | 46’                                                                   |
| 18-11-2009                                                            | Cesena                                                                | Italia                                                                | 1 – 0                                                                 | Svezia                                                                | Amichevole                                                            | -                                                                     | cap.                                                                  |
| 3-3-2010                                                              | Monaco                                                                | Italia                                                                | 0 – 0                                                                 | Camerun                                                               | Amichevole                                                            | -                                                                     | 61’                                                                   |
| 3-6-2010                                                              | Bruxelles                                                             | Italia                                                                | 1 – 2                                                                 | Messico                                                               | Amichevole                                                            | -                                                                     | 46’                                                                   |
| 5-6-2010                                                              | Ginevra                                                               | Svizzera                                                              | 1 – 1                                                                 | Italia                                                                | Amichevole                                                            | -                                                                     | 66’                                                                   |
| 14-6-2010                                                             | Città del Capo                                                        | Italia                                                                | 1 – 1                                                                 | Paraguay                                                              | Mondiali 2010 - 1º turno                                              | -                                                                     | 72’                                                                   |
| 20-6-2010                                                             | Nelspruit                                                             | Italia                                                                | 1 – 1                                                                 | Nuova Zelanda                                                         | Mondiali 2010 - 1º turno                                              | -                                                                     | 46’                                                                   |
| 24-6-2010                                                             | Johannesburg                                                          | Slovacchia                                                            | 3 – 2                                                                 | Italia                                                                | Mondiali 2010 - 1º turno                                              | 1                                                                     |                                                                       |
| 1-6-2012                                                              | Zurigo                                                                | Italia                                                                | 0 – 3                                                                 | Russia                                                                | Amichevole                                                            | -                                                                     | 68’                                                                   |
| 10-6-2012                                                             | Danzica                                                               | Spagna                                                                | 1 – 1                                                                 | Italia                                                                | Euro 2012 - 1º turno                                                  | 1                                                                     | 57’                                                                   |
| 14-6-2012                                                             | Poznań                                                                | Italia                                                                | 1 – 1                                                                 | Croazia                                                               | Euro 2012 - 1º turno                                                  | -                                                                     | 69’                                                                   |
| 18-6-2012                                                             | Poznań                                                                | Italia                                                                | 2 – 0                                                                 | Irlanda                                                               | Euro 2012 - 1º turno                                                  | -                                                                     | 74’                                                                   |
| 28-6-2012                                                             | Varsavia                                                              | Germania                                                              | 1 – 2                                                                 | Italia                                                                | Euro 2012 - Semifinale                                                | -                                                                     | 70’                                                                   |
| 1-7-2012                                                              | Kiev                                                                  | Spagna                                                                | 4 – 0                                                                 | Italia                                                                | Euro 2012 - Finale                                                    | -                                                                     | 46’                                                                   |
| Totale                                                                |                                                                       | Presenze (63º posto)                                                  | 42                                                                    |                                                                       | Reti (28º posto)                                                      | 11                                                                    |                                                                       |

### Statistiche da allenatore
Statistiche aggiornate al 23 aprile 2022.
| Stagione        | Squadra         | Campionato      | Campionato | Campionato | Campionato | Campionato | Coppe nazionali | Coppe nazionali | Coppe nazionali | Coppe nazionali | Coppe nazionali | Coppe continentali | Coppe continentali | Coppe continentali | Coppe continentali | Coppe continentali | Altre coppe | Altre coppe | Altre coppe | Altre coppe | Altre coppe | Totale | Totale | Totale | Totale | % Vittorie | Piazzamento |
| Stagione        | Squadra         | Comp            | G          | V          | N          | P          | Comp            | G               | V               | N               | P               | Comp               | G                  | V                  | N                  | P                  | Comp        | G           | V           | N           | P           | G      | V      | N      | P      | %          | Piazzamento |
| --------------- | --------------- | --------------- | ---------- | ---------- | ---------- | ---------- | --------------- | --------------- | --------------- | --------------- | --------------- | ------------------ | ------------------ | ------------------ | ------------------ | ------------------ | ----------- | ----------- | ----------- | ----------- | ----------- | ------ | ------ | ------ | ------ | ---------- | ----------- |
| apr.-giu. 2021  | Carrarese       | C               | 3          | 1          | 1          | 1          | CI              | -               | -               | -               | -               | -                  | -                  | -                  | -                  | -                  | -           | -           | -           | -           | -           | 3      | 1      | 1      | 1      | 33,33      | Sub. 16°    |
| 2021-2022       | Carrarese       | C               | 38+1       | 10         | 15+1       | 13         | CI-C            | 1               | 0               | 0               | 1               | -                  | -                  | -                  | -                  | -                  | -           | -           | -           | -           | -           | 40     | 10     | 16     | 14     | 25,00      | 10°         |
| Totale carriera | Totale carriera | Totale carriera | 42         | 11         | 17         | 14         |                 | 1               | 0               | 0               | 1               |                    | -                  | -                  | -                  | -                  |             | -           | -           | -           | -           | 43     | 11     | 17     | 15     | 25,58      |             |

### Record
- Calciatore col maggior numero di presenze in Serie A con la maglia dell'Udinese (385).
- Calciatore col maggior numero di reti realizzate in Serie A con la maglia dell'Udinese (191).
- Calciatore col maggior numero di presenze nelle competizioni UEFA per club con la maglia dell'Udinese (37).
- Calciatore col maggior numero di reti realizzate nelle competizioni UEFA per club con la maglia dell'Udinese (17).

## Palmarès

### Giocatore

#### Individuale
- Capocannoniere della Serie A: 2

2009-2010 (29 gol), 2010-2011 (28 gol)
- Oscar del calcio AIC/Gran Galà del calcio AIC: 6

Miglior calciatore italiano: 2010
Premio Fair Play: 2010
Miglior cannoniere: 2010
Squadra dell'anno: 2011, 2012, 2013
- Pallone d'argento: 1

2010-2011
- Premio Scirea alla carriera: 1

2011
- Capocannoniere della Coppa Italia: 1

2014-2015 (4 gol, a pari merito con Mario Gómez)

### Calcio a 8
- Nations League di Calcio a 8: 1

Nations League di Calcio a 8 2025